# Distrito de Löbau-Zittau
El Distrito de Löbau-Zittau (en alemán: Landkreis Löbau-Zittau) era un Landkreis (distrito) ubicado al este del estado federal de Sajonia en Alemania. Los municipios vecinos al norte correspondían al distrito de Alta Lusacia-Baja Silesia y la ciudad independiente de Görlitz, al oeste limitaba con el distrito de Bautzen. Al este poseía frontera con el voivodato polaco de Baja Silesia y al sur con la República Checa. La capital del distrito era la ciudad de Zittau.
El distrito se creó en 1994, por fusión de los anteriores distritos de Löbau y Zittau. El 1 de agosto de 2008, en el marco de la reforma de los distritos de Sajonia, desapareció para integrarse en el nuevo distrito de Görlitz.

## Composición del distrito
(Habitantes a 30 de septiembre de 2006)
| Ciudades 1. Bernstadt a. d. Eigen (4.114) 2. Ebersbach/Sa. (8.920) 3. Herrnhut (2.757) 4. Löbau (18.093) 5. Neugersdorf (6.318) 6. Neusalza-Spremberg (2.494) 7. Ostritz (2.924) 8. Seifhennersdorf (4.715) 9. Zittau (25.428) | Municipios 1. Beiersdorf (1.316) 2. Berthelsdorf (1.790) 3. Bertsdorf-Hörnitz (2.581) 4. Dürrhennersdorf (1.220) 5. Eibau (4.961) 6. Friedersdorf (1.445) 7. Großhennersdorf (1.556) 8. Großschönau (6.635) 9. Großschweidnitz (1.444) 10. Hainewalde (1.784) 11. Jonsdorf, Balneario (1.885) 12. Lawalde (2.119) 13. Leutersdorf (4.198) 14. Mittelherwigsdorf (4.269) 15. Niedercunnersdorf (1.700) 16. Obercunnersdorf (2.235) 17. Oderwitz (5.972) 18. Olbersdorf (5.944) 19. Oppach (2.978) 20. Oybin (1.609) 21. Rosenbach (1.743) 22. Schönau-Berzdorf (1.809) 23. Schönbach (1.374) 24. Strahwalde (820) |

## Regiones hermanadas
El distrito mantiene relaciones de hermandad con las siguientes regiones:
- Neckar-Odenwald-Kreis, Baden-Wurtemberg (desde 1990)
- Distrito de Göppingen, Baden-Wurtemberg (desde 1991)
- Distrito de Lubań, Polonia (desde 2000)